# Sagui-dos-munduruku
Sagui-dos-munduruku (Mico munduruku) é uma espécie de primata do Novo Mundo da família Callitrichidae, endêmico da Amazônia brasileira e encontrado no interflúvio Tapajós-Jamanxim, no sudoeste do estado do Pará. Seu padrão distinto de pigmentação da pelagem em relação a outras espécies do gênero Mico levou à descoberta da espécie. Mico munduruku foi nomeado em homenagem ao povo indígena Munduruku, natural da região onde a espécie é encontrada.

## Distribuição geográfica
A espécie é endêmica da floresta amazônica do sudoeste do estado do Pará, Brasil. Ocorre na porção norte do interflúvio dos rios Jamanxim e Tapajós, em uma área de aproximadamente 55.000 km2.

## Descrição morfológica
A pelagem do corpo e cabeça é branca-amarelada, com a face e orelhas avermelhadas e quase sem pelos. Os pelos do peito e da cauda são brancos, já os pelos dos membros são creme e das costas são amarelados. As palmas das mãos e dos pés são despigmentadas e as unhas têm forma de garras (exceto no hálux). Os indivíduos de Mico munduruku tem em média 24cm de comprimento e pesam de 250 a 440g.

## Ecologia e comportamento
A espécie foi descrita em 2019 e ainda se sabe pouco sobre sua ecologia. Seu habitat são florestas primárias e secundárias de terra firme. Saguis no geral têm hábitos arborícolas e uma dieta que inclui exsudatos de árvores. Os saguis amazônicos representam um dos grupos menos estudados de primatas neotropicais, assim, são necessários mais estudos sobre Mico munduruku e outras espécies do gênero.

## Conservação

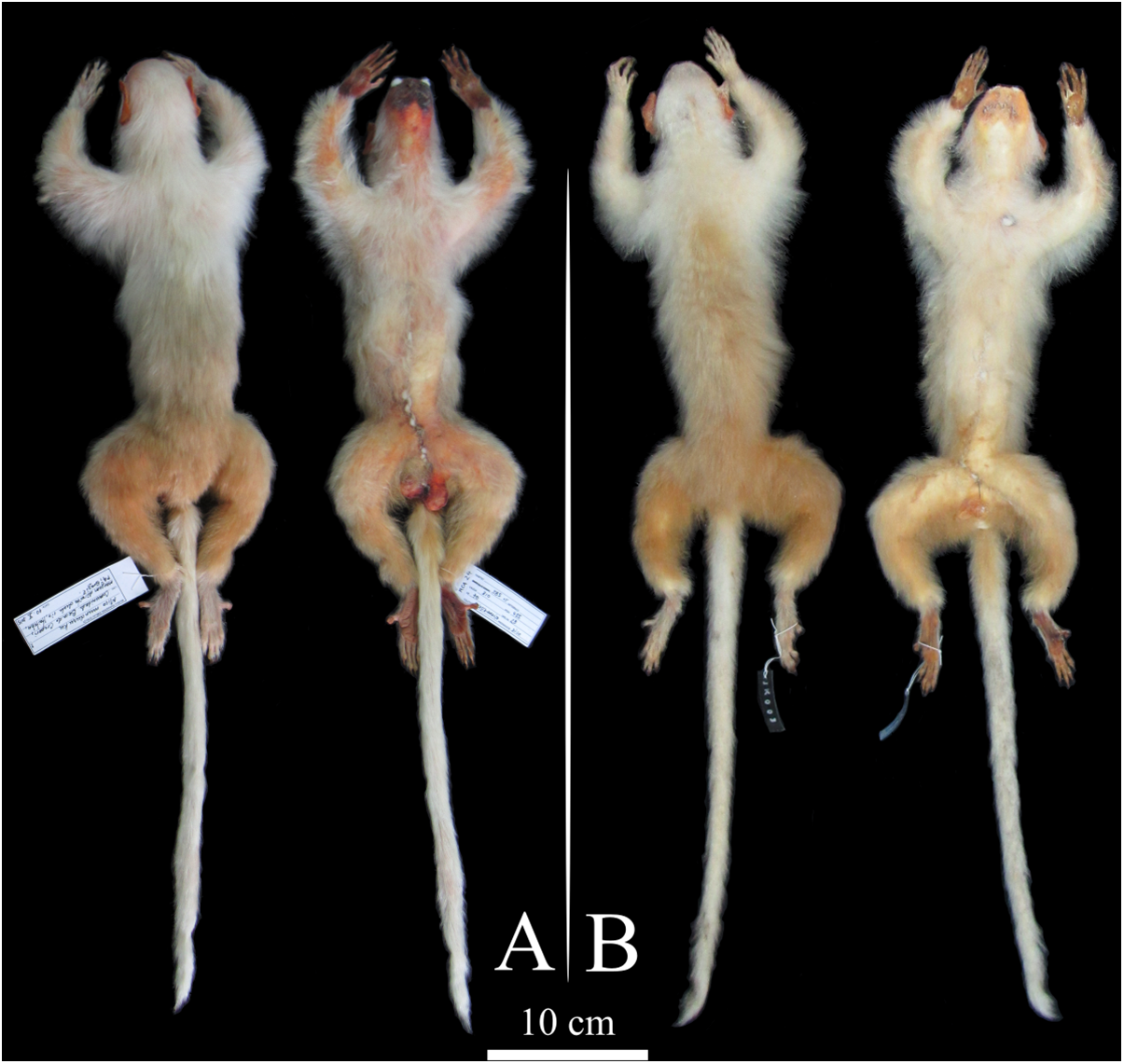
Dorsal and ventral views of Mico munduruku sp. n. (A) Holotype (MPEG 45560); (B) paratype (MPEG 45622).

É uma espécie considerada Vulnerável (VU) a nível de conservação pela União Internacional para a Conservação da Natureza (UICN). A sua área de distribuição sofre com o desmatamento, devido à exploração madeireira ilegal e à expansão agropecuária. Possíveis riscos à conservação do Mico munduruku incluem também a implantação de usinas hidrelétricas, a expansão rodoviária e a mineração ilegal. Portanto, a realização de novos estudos seria muito importante para estimar o tamanho e densidade populacional, elucidar sobre a ecologia e comportamento e promover ações de conservação da espécie.